# 広頚筋
広頚筋（こうけいきん、英: platysma muscle）は頸部にある筋肉の一つ。

## 概要
下顎骨の下縁から、上胸部にわたる頚部の広い範囲の皮筋であることから名づけられた。首の表面に皺を関連する筋膜を緊張させ、口角を下方に引く働きを持つ。
広頚筋は、胸筋筋膜を起始とし、下顎骨下縁に停止する。文献によっては咬筋筋膜、笑筋、口角下制筋、下唇下制筋にも停止するとするものもある。
支配する運動神経は顔面神経頚枝である。